# Wolfgang Buchwald
Wolfgang Buchwald (* 22. Oktober 1911 in Königsberg i. Pr.; † 2. März 1984) war ein deutscher Klassischer Philologe.

## Leben
Nach dem Abitur 1929 studierte er Geschichte, Griechisch und Latein an den Universitäten Königsberg, München und Freiburg im Breisgau. Nach dem Staatsexamen 1935 arbeitete er ab 1937 beim Thesaurus Linguae Latinae. Nach der Promotion 1939, Kriegsdienst und Gefangenschaft bis 1955 war er ab 1961 Band-Redaktor beim Thesaurus Linguae Latinae.

## Schriften (Auswahl)
- Studien zur Chronologie der attischen Tragödie 455 bis 431. Weida in Thüringen 1939, OCLC 28990037.
- Platon: Phaidros. München 1964, OCLC 884671099.
- mit Armin Hohlweg und Otto Prinz: Tusculum-Lexikon griechischer und lateinischer Autoren des Altertums und des Mittelalters. Tusculum, München 1982, ISBN 3-7608-1641-X.
- mit Michael Armstrong und William M. Calder III: Ulrich von Wilamowitz-Moellendorff Bibliography 1867–1990. Hildesheim 1991, ISBN 3-615-00062-6.